# Beiwei Xiaowendi
Beiwei Xiaowendi (r. 471-499, zijn persoonlijke naam was Yuan Hong) was keizer van de Noordelijke Wei-dynastie en stamde af van de Toba. Hij regeerde over het noorden van het sinds 316 gedeelde China. Hij voerde in 486 een landhervorming (het gelijke veldsysteem) door die tot 750 van kracht zou blijven. Alle land behoorde voortaan aan de staat, maar een stuk ervan werd voor het leven toebedeeld aan iedere vrije man of vrouw. Bij overlijden keerde het land weer terug naar de staat. Hij probeerde hiermee de verarming van zijn eigen volk tegen te gaan door er boeren van te maken, maar hij probeerde zijn dynastie ook meer aan de Chinezen aan te passen. 
In 494 werd de hoofdstad van Pingcheng (tegenwoordig Datong) naar Luoyang verplaatst, zo'n 800 km naar het zuiden, in het centrum van Noord-China. De nieuwe hoofdstad werd snel een economisch en spiritueel centrum, met veel boeddhistische kloosters en buitenlandse handelslieden.